# Natalio Roldán
Natalio Roldán (Arrecifes, Provincia de Buenos Aires, ca. 1840 - Colonia Rivadavia, Provincia de Salta, ca. 1910) fue un explorador y empresario comercial y naval argentino, que dedicó gran parte de su vida a lograr la navegabilidad del río Bermejo, para comunicar el litoral argentino con el Noroeste de ese país.

## Biografía
Se estableció en el Paraguay hacia 1862, donde se dedicó a explorar la región chaqueña central. Al estallar la Guerra del Paraguay se trasladó al este de la Provincia de Salta, dedicado a la explotación forestal. Realizó varios recorridos por el río Bermejo, llegando hasta la laguna La Cangayé, centro de concentración de los indígenas tobas y wichíes.
En 1869 fundó la Sociedad de Navegación a Vapor del Río Bermejo, en asociación con varios capitalistas medianos. Una ley nacional del mismo año le otorgó la concesión exclusiva de la navegación de ese río. Para la exploración y la instalación de puertos intermedios contrató al ingeniero Thomas Page, hijo de Thomas Jefferson Page, un marino estadounidense que había realizado exploraciones en los ríos Paraná y Paraguay, y el curso inferior del río Bermejo.
Por esos años fundó la Colonia Rivadavia sobre el curso del Bermejo, en el lugar más al este que se podía alcanzar sin ingresar en el espeso bosque llamado Impenetrable.
En 1871 compró el primer vapor para realizar el recorrido, que inició por  primera vez en marzo de ese año: Page lo hizo desde la desembocadura en el Paraguay hacia el noroeste, mientras Roldán lo hacía desde Salta hacia el sudeste. Lo primero que comprobó Roldán fue que el río cambiaba frecuentemente de cauce, y estaba creando el cauce del actual río Teuco. No obstante que —poco después— el viejo cauce sufrió una violenta crecida que destruyó sus obras portuarias en Colonia Rivadavia. El lugar se estaba quedando progresivamente sin río, pero Roldán supuso que se trataba de un fenómeno transitorio y no intentó cambiar de lugar la colonia.
Tuvo otros contratiempos: perdió sus informes escritos en la creciente del río y tuvo un serio altercado con Page, que fundó una empresa aparte. No obstante, tenía el apoyo del gobernador de la provincia de Salta, Delfín Leguizamón, que le concedió una larga franja de tierra junto al río. Compró un nuevo vapor —al que llamó “Gobernador Leguizamón”— y envió a uno de sus ayudantes a hacer una nueva exploración del Bermejo. Mientras tanto, se dedicó a explorar el río San Francisco, su principal afluente, para evaluar la posibilidad de llevar su navegabilidad hasta San Pedro de Jujuy o algún punto cercano.
Logró realizar algunos viajes entre Colonia Rivadavia y Buenos Aires, llevando mercancías y volviendo con algunos pasajeros y víveres para la Colonia. Pero ésta no lograba expandirse, y los viajes resultaban muy problemáticos y caros.
En el año 1873 viajaba con su buque por la región de La Cangayé, cuando fue atacado por indígenas tobas. Sólo entonces comenzó a esforzarse por cultivar las relaciones pacíficas con los nativos, a quienes hasta entonces había ignorado. Con poco esfuerzo se ganó el aprecio de los wichis —llamados en esa época “matacos”— y algunos jefes tobas. Llevó de visita a Buenos Aires a cinco caciques, y logró una entrevista entre ellos y el presidente Domingo Faustino Sarmiento.
Durante los años siguientes, los vapores y las chatas que arrastraban se fueron destruyendo en el cambiante río, que finalmente se desvió por completo por el cauce del Teuco. Su empresa quedó atada a la Colonia Rivadavia, que no lograba salir de su economía centrada en la explotación forestal.
Su último vapor se hundió en 1881. El gobernador salteño Juan Solá viajó especialmente a Rivadavia, alarmado por la incomunicación en que había quedado el pueblo. Gran parte de la población de Rivadavia abandonó el emprendimiento, pero Roldán quedó allí, encargado del almacén, propiedad de su hermano. Allí lo encontró el general Benjamín Victorica durante la Conquista del Chaco, en la gran campaña de 1885.
En 1909 publicó su último informe sobre la región chaqueña, que fue publicado en Buenos Aires. Falleció poco después en Rivadavia, el pueblo que había fundado. En la actualidad, es la cabecera del departamento Rivadavia, aunque no es la localidad más poblada del mismo.